# Roos Smit
Pour les articles homonymes, voir Smit.
 (janvier 2019).
Si vous disposez d'ouvrages ou d'articles de référence ou si vous connaissez des sites web de qualité traitant du thème abordé ici, merci de compléter l'article en donnant les références utiles à sa vérifiabilité et en les liant à la section « Notes et références ».
Roos Smit, née le 27 août 1989 à Groningue, est une actrice néerlandaise.

## Filmographie

### Téléfilms
- 2007–2010 : SpangaS : Lana van Hamel
- 2011 : Flikken Maastricht : Overvaller 2

### Cinéma
- 2008 : Radeloos (nl) : Sterre
- 2009 : SpangaS op Survival (nl) : Lana van Hamel
- 2010 : Pieflos, de Oksellikkende Heks : Roos
- 2011 : Shadow et moi : Jessica
- 2013 : Leve Boerenliefde (nl) : Make-up-meisje